# Juventus Italia FC
Juventus Italia FC – włoski klub piłkarski, mający swoją siedzibę w mieście Mediolan, na północy kraju.

## Historia
Chronologia nazw:
- 1910: Juventus Studenti
- 1911: Juventus Nova
- 1912: Juventus Italia FC - po fuzji z Italia FC
- 1928: klub rozwiązano
- 1947: Juventus Italia F.B.C. 1910
- 1948: klub rozwiązano

Piłkarski klub Juventus Studenti został założony w Mediolanie w 1910 roku. W sezonie 1910/11 zespół startował w rozgrywkach lokalnych, a po zakończeniu sezonu zmienił nazwę na Juventus Nova. W następnym sezonie połączył się z Italia F.C. di Milano przyjmując nazwę Juventus Italia F.C. i oficjalnie przystąpił do rozgrywek Promozione Lombarda. W sezonie 1912/13 zajął drugie miejsce w Promozione Lombarda i awansował do Prima Categoria. Debiutowy sezon zakończył na 8.pozycji. W sezonie 1914/15 najpierw zajął drugie miejsce w grupie D, a potem był czwartym w grupie D etapu półfinałowego Mistrzostw Włoch. Po przerwie związanej z I wojną światową w 1919 reaktywował swoją działalność. W sezonie 1919/20 klub zakończył rozgrywki na trzecim miejscu w grupie Sezione lombardo. Potem dwukrotnie zajmował drugie miejsce w grupie Sezione lombardo w sezonach 1920/21 oraz 1921/22. W 1922 zgodnie Kompromisu Colombo, który polubownie podzielił włoskie kluby do dwóch odrębnych stowarzyszeń, został oddelegowany do Seconda Divisione. W sezonie 1925/26 zajął 7.miejsce w grupie A, po czym został zdegradowany do III ligi, zwanej Seconda Divisione Nord. Sezon 1927/28 zakończył na 10.pozycji, ale nie zarejestrował się do rozgrywek w następnym sezonie i przez dłuższy czas był nieaktywny.
Dopiero w 1947 roku klub przywrócił działalność. Z nazwą Juventus Italia F.B.C. 1910 startował w sezonie 1947/48 startował w Prima Divisione Lombarda. Uplasował się na trzeciej lokacie w grupie I, ale wycofał się z rozgrywek w następnym sezonie i został rozwiązany.

## Sukcesy

### Trofea międzynarodowe
Nie uczestniczył w rozgrywkach europejskich (stan na 31-12-2016).

### Trofea krajowe
| \| \| Zdobyte trofea w rozgrywkach Włoch (stan na: 31-05-2017) \| |                                                          |      |                                                                        |
| Rozgrywki                                                         | Osiągnięcie                                              | Razy | Sezon(y)                                                               |
| · Mistrzostwo                                                     | I miejsce                                                | 0    |                                                                        |
| · Mistrzostwo                                                     | II miejsce                                               | 2    | 1920/21 (grupa F Sezione lombardo), 1921/22 (grupa C Sezione lombardo) |
| · Mistrzostwo                                                     | III miejsce                                              | 1    | 1919/20 (grupa B Sezione lombardo)                                     |
| · Puchar                                                          | zdobywca                                                 | 0    |                                                                        |
| · Puchar                                                          | finalista                                                | 0    |                                                                        |
| · Puchar                                                          | 1/8 finału                                               | 1    | 1922                                                                   |
| II liga                                                           | I miejsce                                                | 1    | 1923/24 (grupa C)                                                      |
| II liga                                                           | II miejsce                                               | 1    | 1912/13 (Promozione Lombarda)                                          |
| II liga                                                           | III miejsce                                              | 1    | 1922/23 (grupa C)                                                      |
| Włochy                                                            | Zdobyte trofea w rozgrywkach Włoch (stan na: 31-05-2017) |      |                                                                        |

## Stadion
Klub rozgrywał swoje mecze domowe na stadionie Piazza d'Armi w Mediolanie, który może pomieścić 1000 widzów. Do 1914 występował na boisku via Carlo Ravizza ang. v. Correggio.